# Championnats d'Europe de course en montagne 2007
Navigation
2006 2008
Les championnats d'Europe de course en montagne 2007 sont une compétition de course en montagne qui s'est déroulée le 8 juillet 2007 à Cauterets en France. C'est le challenge du Lys qui accueille cette édition. Il s'agit de la treizième édition de l'épreuve.

## Résultats
La course senior masculine s'est disputée sur le parcours de 12,8 km comportant un dénivelé positif total de 1 450 m. Le Turc Ahmet Arlsan remporte son premier titre en devançant les Italiens Marco De Gasperi et Marco Gaiardo. L'Italie remporte aisément le classement par équipes devant la France et l'Allemagne.
La course féminine se dispute sur un parcours de 8,5 km avec 1 010 m de dénivelé positif, elle est remportée par la Norvégienne Anita Håkenstad Evertsen qui bat la championne en titre Anna Pichrtová. Le podium est complété par une seconde Norvégienne, Kirsten Melkevik Otterbu. Le classement par équipes féminin est remporté par la Suisse devant la République tchèque et l'Italie.
C'est la première édition qui accueille les épreuves junior. L'épreuve junior masculine est disputée le même circuit que les seniors femmes, elle est remportée par le Turc Mehmet Akkoyun. Le parcours junior féminin fait 4,0 km avec 450 m de dénivelé positif, la course est remportée par la Slovène Lucija Krkoč.

### Seniors
| Rang               | Athlète               | Pays      | Temps           |
| ------------------ | --------------------- | --------- | --------------- |
| Médaille d'or      | Ahmet Arlsan          | Turquie   | 1 h 08 min 39 s |
| Médaille d'argent  | Marco De Gasperi      | Italie    | 1 h 08 min 50 s |
| Médaille de bronze | Marco Gaiardo         | Italie    | 1 h 09 min 09 s |
| 4                  | Aleksandr Bolkhovitin | Russie    | 1 h 10 min 01 s |
| 5                  | Sébastien Epiney      | Suisse    | 1 h 10 min 16 s |
| 6                  | Raymond Fontaine      | France    | 1 h 10 min 28 s |
| 7                  | Vicente Capitán       | Espagne   | 1 h 10 min 34 s |
| 8                  | Josef Beha            | Allemagne | 1 h 10 min 48 s |

| Rang               | Pays                                                                                              | Points |
| ------------------ | ------------------------------------------------------------------------------------------------- | ------ |
| Médaille d'or      | Italie Marco De Gasperi (2e) Marco Gaiardo (3e) Gabriele Abate (10e) Mauro Lanfranchi (16e)       | 15     |
| Médaille d'argent  | France Raymond Fontaine (6e) Jean-Christophe Dupont (12e) Julien Rancon (13e) Gilles Segris (21e) | 31     |
| Médaille de bronze | Allemagne Josef Beha (8e) Timo Zeiler (9e) Markus Jenne (19e) Carlo Schuff (36e)                  | 36     |

| Rang               | Athlète                  | Pays     | Temps       |
| ------------------ | ------------------------ | -------- | ----------- |
| Médaille d'or      | Anita Håkenstad Evertsen | Norvège  | 51 min 45 s |
| Médaille d'argent  | Anna Pichrtová           | Tchéquie | 52 min 34 s |
| Médaille de bronze | Kirsten Melkevik Otterbu | Norvège  | 52 min 56 s |
| 4                  | Martina Strähl           | Suisse   | 53 min 26 s |
| 5                  | Angéline Joly            | Suisse   | 53 min 45 s |
| 6                  | Isabelle Guillot         | France   | 53 min 41 s |
| 7                  | Vittoria Salvini         | Italie   | 54 min 31 s |
| 8                  | Bernadette Meier         | Suisse   | 55 min 51 s |

| Rang               | Pays                                                                                                 | Points |
| ------------------ | --- | ------ |
| Médaille d'or      | Suisse Martina Strähl (4e) Angéline Joly (5e) Bernadette Meier (8e) Fabiola Rueda-Oppliger (40e)     | 17     |
| Médaille d'argent  | Tchéquie Anna Pichrtová (2e) Iva Milesová (9e) Pavla Havlová (11e) Táňa Metelková (43e)              | 22     |
| Médaille de bronze | Italie Vittoria Salvini (7e) Maria Grazia Roberti (10e) Elisa Desco (12e) Antonella Confortola (17e) | 29     |

### Juniors
| Rang               | Athlète        | Pays    | Temps       |
| ------------------ | -------------- | ------- | ----------- |
| Médaille d'or      | Mehmet Akkoyun | Turquie | 48 min 27 s |
| Médaille d'argent  | Emrah Akalın   | Turquie | 48 min 35 s |
| Médaille de bronze | Mahmut Uruçlu  | Turquie | 48 min 40 s |

| Rang               | Pays                                                                                 | Points |
| ------------------ | ------------------------------------------------------------------------------------ | ------ |
| Médaille d'or      | Turquie Mehmet Akkoyun (1er) Emrah Akalın (2e) Mahmut Uruçlu (3e) Gökhan Durer (17e) | 6      |
| Médaille d'argent  | Allemagne Manuel Stöckert (4e) René Stöckert (5e) Johannes Köhnlein (12e)            | 21     |
| Médaille de bronze | Italie Alex Baldaccini (7e) Emanuele Rampa (9e) Andrea Tabacchi (18e)                | 34     |

| Rang               | Athlète        | Pays        | Temps       |
| ------------------ | -------------- | ----------- | ----------- |
| Médaille d'or      | Lucija Krkoč   | Slovénie    | 23 min 33 s |
| Médaille d'argent  | Kerstin Straub | Allemagne   | 23 min 58 s |
| Médaille de bronze | Hannah Bateson | Royaume-Uni | 24 min 50 s |

| Rang               | Pays                                                                    | Points |
| ------------------ | ----------------------------------------------------------------------- | ------ |
| Médaille d'or      | Royaume-Uni Hannah Bateson (3e) Blue Haywood (5e) Heather Timmins (DNF) | 8      |
| Médaille d'argent  | Autriche Anita Baierl (4e) Tanja Eberhart (6e)                          | 10     |
| Médaille de bronze | Slovénie Lucija Krkoč (1re) Katja Kosmatin (12e)                        | 13     |